# Эспиндола, Фабиан
Эдгар Фабиан Эспиндола (исп. Edgar Fabián Espíndola, род. 4 мая 1985, Вилья-де-Мерло, провинция Сан-Луис, Аргентина) — аргентинский футболист, нападающий.

## Карьера
Эспиндола начал свою профессиональную карьеру в 2005 году в клубе «Бока Хуниорс», в составе которого сыграл 6 матчей и выиграл Южноамериканский кубок. В 2006 году перешёл в «Тальерес». Также играл эквадорских клубах «Аукас» и «Депортиво Кито».
17 августа 2007 года Эспиндола вместе с соотечественниками Матиасом Мантильей и Хавьером Моралесом подписал контракт с клубом MLS «Реал Солт-Лейк». В главной лиге США дебютировал на следующий день в матче против «Чикаго Файр», заменив на 58-й минуте Алеко Эскандаряна. Свой первый гол забил 31 августа в матче против «Канзас-Сити Уизардс». 6 сентября 2008 года в матче против «Лос-Анджелес Гэлакси» забил гол на шестой минуте, который не был засчитан из-за офсайда. Однако, не заметив поднятый флажок арбитра и празднуя забитый гол «традиционным сальто», повредил лодыжку и выбыл из строя на восемь недель. «Реал Солт-Лейк» решил не продлевать контракт с Эспиндолой и в январе 2009 года игрок покинул клуб как свободный агент. Затем Эспиндола подписал контракт с эквадорским клубом «Депортиво Ансоатеги», за который забил три гола в пяти матчах. 29 января 2009 года Эспиндола забил гол, который являлся первым для «Депортиво Ансоатеги» в Кубке Либертадорес, и тем самым помог клубу одержать победу над «Депортиво Куэнка» со счётом 2:0.
В апреле 2009 года Эспиндола вернулся в «Реал Солт-Лейк» и помог клубу выиграть Кубок MLS в ноябре этого же года. Сезон 2011 для Эспиндолы был самым продуктивным в «Реал Солт-Лейк», он забил 10 голов в 27 матчах. В феврале 2012 года игрок продлил контракт с клубом на четыре года. В течение сезона 2012 Эспиндола забил девять голов и сделал семь голевых передач в 30 матчах.
3 декабря 2012 года Фабиан Эспиндола и Хамисон Олаве был проданы в «Нью-Йорк Ред Буллз» за распределительные средства. За «Ред Буллз» он дебютировал 3 марта 2013 года в матче против «Портленд Тимберс», где оформил «дубль». Матч закончился со счётом 3:3. 27 июля в матче против своей бывшей команды «Реал Солт-Лейк» дважды реализовал пенальти. По окончании сезона 2013 покинул нью-йоркский клуб.
18 декабря 2013 года во втором раунде драфта возвращений MLS Эспиндола был выбран клубом «Ди Си Юнайтед». За вашингтонцев дебютировал 9 марта 2014 года в матче стартового тура сезона против «Коламбус Крю». 29 марта в матче против «Чикаго Файр» забил свой первый гол за «Юнайтед».
20 июля 2016 года «Ди Си Юнайтед» продал Эспиндолу в «Ванкувер Уайткэпс» на распределительные средства, но 26 июля канадский клуб перепродал его в мексиканскую «Некаксу».
В августе 2017 года Эспиндола подписал однолетний контракт с клубом испанской Сегунды «Альбасете».
Летом 2018 года Эспиндола вернулся играть на родину, присоединившись к клубу Примеры B Насьональ «Сан-Мартин де Тукуман».

## Достижения

### Бока Хуниорс
- Южноамериканский кубок: 2005

### Реал Солт-Лейк
- Кубок MLS: 2009

### Нью-Йорк Ред Буллз
- Supporters’ Shield: 2013

## Статистика
| Клуб                  | Сезон            | Лига                | Лига | Лига | Кубок | Кубок | Плей-офф | Плей-офф | Континенталь | Континенталь | Всего | Всего |
| Клуб                  | Сезон            | Дивизион            | Игры | Голы | Игры  | Голы  | Игры     | Голы     | Игры         | Голы         | Игры  | Голы  |
| --------------------- | ---------------- | ------------------- | ---- | ---- | ----- | ----- | -------- | -------- | ------------ | ------------ | ----- | ----- |
| Бока Хуниорс          | 2005             | Чемпионат Аргентины | 6    | 1    | -     | -     | -        | -        | —            | —            | 6     | 1     |
| Тальерес              | 2006             | Примера B Насьональ | 13   | 1    | -     | -     | -        | -        | —            | —            | 13    | 1     |
| Аукас                 | 2006             | Чемпионат Эквадора  | 3    | 0    | -     | -     | -        | -        | —            | —            | 3     | 0     |
| Депортиво Кито        | 2007             | Чемпионат Эквадора  | 5    | 0    | -     | -     | -        | -        | —            | —            | 5     | 0     |
| Реал Солт-Лейк        | 2007             | MLS                 | 12   | 2    | -     | -     | -        | -        | —            | —            | 12    | 2     |
| Реал Солт-Лейк        | 2008             | MLS                 | 12   | 5    | -     | -     | 2        | 0        | -            | -            | 14    | 5     |
| Депортиво Ансоатеги   | 2008/09          | Чемпионат Венесуэлы | 3    | 2    | -     | -     | -        | -        | 2            | 1            | 5     | 3     |
| Реал Солт-Лейк        | 2009             | MLS                 | 22   | 3    | -     | -     | 4        | 0        | —            | —            | 26    | 3     |
| Реал Солт-Лейк        | 2010             | MLS                 | 22   | 6    | 2     | 0     | 2        | 1        | 3            | 1            | 29    | 8     |
| Реал Солт-Лейк        | 2011             | MLS                 | 27   | 10   | 1     | 0     | 3        | 0        | 6            | 1            | 37    | 11    |
| Реал Солт-Лейк        | 2012             | MLS                 | 30   | 9    | -     | -     | 2        | 0        | 4            | 0            | 36    | 9     |
| Нью-Йорк Ред Буллз    | 2013             | MLS                 | 28   | 9    | 2     | 2     | 1        | 0        | —            | —            | 31    | 11    |
| Ди Си Юнайтед         | 2014             | MLS                 | 27   | 11   | -     | -     | 2        | 0        | 1            | 2            | 30    | 13    |
| Ди Си Юнайтед         | 2015             | MLS                 | 17   | 5    | -     | -     | 3        | 0        | 2            | 2            | 22    | 7     |
| Ди Си Юнайтед         | 2016             | MLS                 | 15   | 4    | 0     | 0     | -        | -        | 2            | 0            | 17    | 4     |
| Некакса               | 2016/17          | Лига МХ             | 25   | 3    | -     | -     | 4        | 0        | -            | -            | 29    | 3     |
| Альбасете             | 2017/18          | Сегунда             | 12   | 0    | -     | -     | -        | -        | -            | -            | 12    | 0     |
| Сан-Мартин де Тукуман | 2018/19          | Примера B Насьональ | 6    | 0    | 2     | 0     | -        | -        | -            | -            | 8     | 0     |
| Всего за карьеру      | Всего за карьеру | Всего за карьеру    | 285  | 71   | 7     | 2     | 23       | 1        | 20           | 7            | 335   | 81    |